# 達奇克里克鎮區 (阿肯色州耶爾縣)
達奇克里克鎮區（英語：Dutch Creek Township）是位於美國阿肯色州耶爾縣的一個行政鎮區。

## 地方資料
達奇克里克鎮區的面積為135.52平方千米，當中陸地面積為135.50平方千米，而水域面積為0.02平方千米。根據2010年美國人口普查的數據，當地共有人口109人，而人口密度為每平方千米0.8人。